# ساوت واچری (لوئیزیانا)
ساوت واچری (به انگلیسی: South Vacherie) شهری در ایالت لوئیزیانا کشور ایالات متحده آمریکا است که جمعیت آن در سرشماری سال ۲۰۱۰ میلادی، ۳٬۶۴۲ نفر بوده‌است.